# Gudmundrå församling
Gudmundrå församling är en församling i Ådalens kontrakt i Härnösands stift. Församlingen ingår i Kramfors pastorat och ligger i Kramfors kommun i Västernorrlands län, Ångermanland.

## Administrativ historik
Församlingen har medeltida ursprung. 
Församlingen utgjorde under 1300-talet ett eget pastorat för att därefter till 1 februari 1897 vara moderförsamling i pastoratet Gudmundrå och Högsjö som 12 november 1845 utökades med Hemsö församling. Från 1 februari 1897 till 2018 utgjorde församlingen ett eget pastorat. Församlingen ingår från 2018 i Kramfors pastorat

## Kyrkor
- Gudmundrå kyrka
- Kramfors kapell